# Canadian Forces Base Moose Jaw
Canadian Forces Base Moose Jaw (IATA: YMJ, ICAO: CYMJ), almindeligvis kaldet  15 Wing Moose Jaw eller CFB Moose Jaw, er en  canadisk flyvestation beliggende ca. syv kilometer syd for Moose Jaw, Saskatchewan, Canada.
Basen administreres af Royal Canadian Air Force, og er hjemsted for træning af jagerpiloter fra Canada og øvrige NATO-lande. Flyveeleverne uddannes på Harvard II og CT-155 Hawk.